# Clermont Foot
Clermont Foot (celým názvem Clermont Foot Auvergne 63) je francouzský fotbalový klub z města Clermont-Ferrand, který působí v první lize Ligue 1. Byl založen v roce 1990 (předchůdce v roce 1911) a svoje domácí utkání hraje na Stade Gabriel Montpied s kapacitou cca 10 360 diváků. Klubové barvy jsou červená a modrá.
V květnu 2014 se stal prvním evropským profesionálním fotbalovým klubem, jehož mužský A-tým převzala žena-trenérka, byla to Portugalka Helena Costa. Ta však v červnu 2014 rezignovala a mužstvo převzala Francouzka Corinne Diacre.